# Egberto Gismonti
Egberto Gismonti (Carmo, 5 dicembre 1947) è un compositore e polistrumentista brasiliano.

## Biografia
Figlio di una siciliana e di un libanese, Gismonti iniziò a suonare il pianoforte all'età di sei anni. Dopo aver studiato musica classica per 15 anni, si trasferì a Parigi per studiare orchestrazione e analisi con Nadia Boulanger, composizione con Jean Barraqué, un allievo di Schoenberg e di Webern. Tornato in Brasile, passò un lungo periodo presso gli indios Xingù, dai quali apprese l'utilizzo del loro flauto.
Dopo questa esperienza, Gismonti cominciò a vedere davanti a sé una realtà più ampia del mondo della musica classica, che aveva conosciuto sino ad allora. Era attratto dalle idee compositive di Ravel, ma anche dal cavaquinho, uno strumento a corde della musica popolare brasiliana, per certi versi simile alla chitarra. Gismonti ebbe inoltre altre influenze musicali dal jazz, dal choro, dalla bossa nova, dal rock e dalla musica classica brasiliana di Heitor Villa-Lobos. Negli anni settanta, si dedicò allo studio della chitarra, cominciando con il classico strumento a sei corde e passando nel 1973 ad uno ad otto corde e successivamente ad uno a dieci corde. Trascorse due anni sperimentando diverse accordature dello strumento e ricercando nuove sonorità, ricorrendo all'uso di flauto, kalimba, sho, voce, campane. Durante la prima metà degli anni '70 egli pose dunque le basi per la sua concezione attuale della musica, ascoltando e traendo ispirazione da musicisti molto diversi tra loro, come ad esempio Django Reinhardt e Jimi Hendrix, avvalorando così la tesi dell'assenza di contraddizione tra musica  "popolare" e "seria".
Tra le sue collaborazioni, si segnalano quelle con Pedro Aznar, Pat Metheny, Chick Corea, Charlie Haden, Naná Vasconcelos e Hermeto Pascoal.

## Vita privata
Sposato con l'attrice Rejane Medeiros, ha due figli: un maschio, Alexandre, e una femmina, Bianca, entrambi musicisti.

## Discografia
- 1969 - Egberto Gismonti - Brasile
- 1970 - Sonho 70 -  Brasile
- 1970 - Janela De Ouro - Francia
- 1970 - Computador - Francia
- 1971 - Orfeo Novo - Germania
- 1972 - Água & Vinho - Brasile

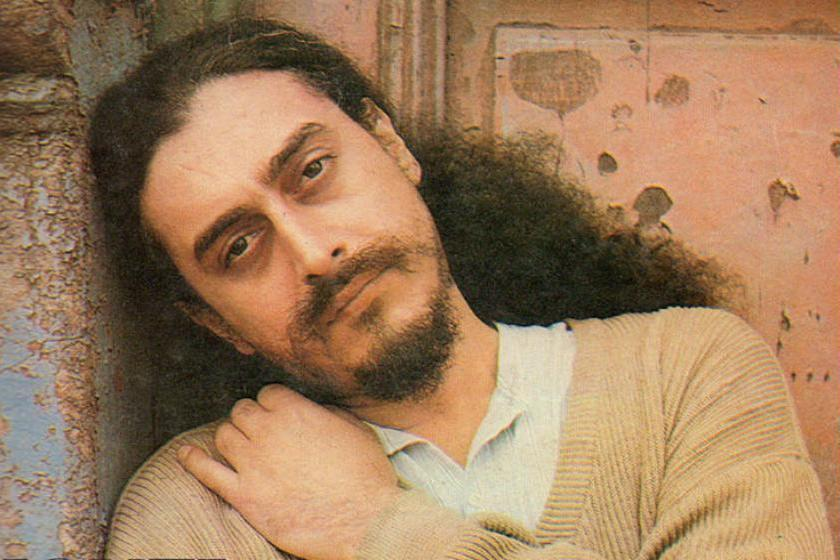
Egberto Gismonti nel 1980

- 1973 - Egberto Gismonti - Brasile a.k.a. Arvore
- 1974 - Academia De Danças - Brasile
- 1976 - Coraçoes Futuristas - Brasile
- 1977 - Dança Das Cabeças - Germania (ECM) con Naná Vasconcelos
- 1977 - Carmo - Brasile
- 1978 - Sol Do Meio Dia - Germania (ECM)
- 1978 - No Caipira - Brasile
- 1979 - Solo - Germania(ECM)
- 1979 - E. Gismonti & N. Vasconcelos & M. Smetak - Brasile
- 1979 - Poetic Anthology of Joao Cabral De Mello E Neto - Brasile
- 1979 - Poetic Anthology of Ferreira Gullar - Brasile
- 1980 - Poetic Anthology of Jorge Amado - 1980 - Brasile
- 1980 - Children's Music - A Viagem Do Vaporzinho Tereré- with Dulce Bressante - Brasile
- 1980 - Children's Music - O Pais Das Aguas Luminosas - Brasile
- 1980 - Children's Music - O Girigivel Tereré - with Francis Hime - Brasile
- 1980 - Magico - with Charlie Haden and Jan Garbarek - Germania (ECM)
- 1980 - Circense - Brasile
- 1980 - Sanfona - Germania (ECM) solo and with Academia de Dancas
- 1981 - Folk Songs - with Charlie Haden and Jan Garbarek - Germania (ECM)
- 1981 - Em Familia - Brasile
- 1982 - Fantasia - Brasile
- 1982 - Guitar From ECM - Francia
- 1982 - Sonhos De Castro Alves - Brasile
- 1983 - Cidade Coraçao - Brasile
- 1983 - Egberto Gismondi & Hermeto Pascoal - Brasile
- 1984 - Works - Germania (ECM)
- 1984 - Egberto Gismonti - Brasile
- 1985 - Duas Vozes - Germania (ECM) con Naná Vasconcelos
- 1985 - Trem Caipira - Brasile
- 1986 - Alma - Brasile
- 1988 - Feixe De Luz - Brasile
- 1988 - Pagador De Promessas - Brasile
- 1989 - Dança Dos Escravos - Germania (ECM)
- 1989 - Kuarup - film music score - Brasile
- 1989 - Duo Gismonti/Vasconcelos Jazzbuhne Berlin - live recording - Germania dell'Est
- 1990 - Infância - Germania (ECM)
- 1991 - Amazônia- colonna sonora - Brasile
- 1992 - El Viaje - colonna sonora - Francia
- 1992 - Casa Das Andorinhas - Brasile
- 1993 - Musica De Sobrevivéncia - Germania (ECM)
- 1993 - Egberto Gismonti - Live at the 87 Festival in Freiburg Proscenium - CDV - Germania
- 1993 - Egberto Gismonti - Live at 93 São Paulo - Tom Brazil - Brasile
- 1996 - Zigzag - (ECM)
- 1997 - Meeting Point - (ECM)
- 2001 - In Montreal - (ECM) con Charlie Haden
- 2009 - Saudações
- 2012 - Mágico - Carta de amor, con Charlie Haden e Jan Garbarek